# Ракитное (Первомайский район)
Раки́тное (укр. Рокитне) — село, Одрадовский сельский совет, Первомайский район, Харьковская область.
Код КОАТУУ — 6324586004. Население по переписи 2001 года составляет 17 (9/8 м/ж) человек.

## Географическое положение
Село Ракитное находится на правом берегу реки Берека, выше по течению на расстоянии в 1 км расположено село Красивое, ниже по течению на расстоянии в 2,5 км расположено село Бунаково (Лозовский район), на противоположном берегу — село Николаевка.
В некоторых документах село называют Рокитное.

## История
- 1700 — дата основания.

## Экономика
- Свинотоварная ферма.